# Martin D. Foster

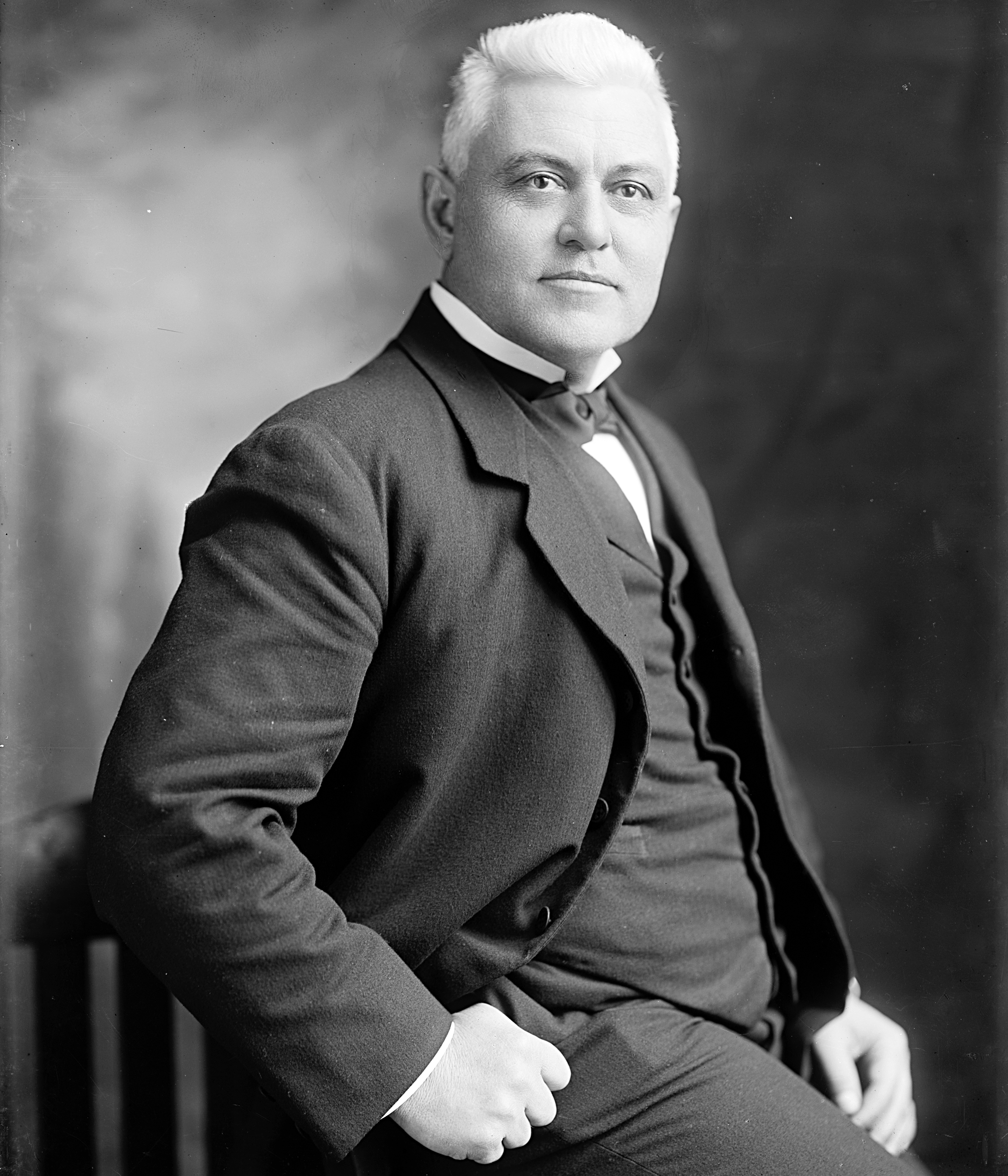
Martin D. Foster

Martin David Foster (* 3. September 1861 bei West Salem, Edwards County, Illinois; † 20. Oktober 1919 in Olney, Illinois) war ein US-amerikanischer Politiker. Zwischen 1907 und 1919 vertrat er den Bundesstaat Illinois im US-Repräsentantenhaus.

## Werdegang
Martin Foster besuchte die öffentlichen Schulen seiner Heimat und das Eureka College, ebenfalls in Illinois. Nach einem anschließenden Medizinstudium am Eclectic Medical Institute in Cincinnati sowie am Hahnemann Medical College in Chicago und seiner 1884 erfolgten Zulassung als Arzt begann er in Olney in diesem Beruf zu arbeiten. Von 1885 bis 1889 sowie nochmals von 1893 bis 1897 war er Mitglied im Bundesausschuss für praktizierende Ärzte. Gleichzeitig schlug er als Mitglied der Demokratischen Partei eine politische Laufbahn ein. Von 1895 bis 1902 war er Bürgermeister von Olney.
Bei den Kongresswahlen des Jahres 1906 wurde Foster im 23. Wahlbezirk von Illinois in das US-Repräsentantenhaus in Washington, D.C. gewählt, wo er am 4. März 1907 die Nachfolge des Republikaners Frank S. Dickson antrat. Nach fünf Wiederwahlen konnte er bis zum 3. März 1919 sechs Legislaturperioden im Kongress absolvieren. In diese Zeit fiel der Erste Weltkrieg. Im Jahr 1913 wurden der 16. und der 17. Verfassungszusatz ratifiziert. Seit 1911 war Foster Vorsitzender des Bergbauausschusses. Im Jahr 1918 wurde er nicht wiedergewählt.
Nach dem Ende seiner Zeit im US-Repräsentantenhaus praktizierte Martin Foster wieder als Arzt. Er starb am 20. Oktober 1919 in Olney.